# La Heunière
La Heunière és un municipi francès situat al departament de l'Eure i a la regió de Normandia. L'any 2007 tenia 252 habitants.

## Demografia

### Població
El 2007 la població de fet de La Heunière era de 252 persones. Hi havia 96 famílies, de les quals 16 eren unipersonals (4 homes vivint sols i 12 dones vivint soles), 32 parelles sense fills, 40 parelles amb fills i 8 famílies monoparentals amb fills.
La població ha evolucionat segons el següent gràfic:
Habitants censats

### Habitatges
El 2007 hi havia 100 habitatges, 93 eren l'habitatge principal de la família, 4 eren segones residències i 3 estaven desocupats. Tots els 99 habitatges eren cases. Dels 93 habitatges principals, 85 estaven ocupats pels seus propietaris, 4 estaven llogats i ocupats pels llogaters i 4 estaven cedits a títol gratuït; 8 tenien tres cambres, 22 en tenien quatre i 64 en tenien cinc o més. 79 habitatges disposaven pel capbaix d'una plaça de pàrquing. A 32 habitatges hi havia un automòbil i a 61 n'hi havia dos o més.

### Piràmide de població
La piràmide de població per edats i sexe el 2009 era:
| Homes | Edats   | Dones |
| ----- | ------- | ----- |
| 0     | 95 o +  | 0     |
| 4     | 90 a 94 | 0     |
| 0     | 85 a 89 | 0     |
| 8     | 80 a 84 | 4     |
| 0     | 75 a 79 | 8     |
| 4     | 70 a 74 | 4     |
| 4     | 65 a 69 | 0     |
| 4     | 60 a 64 | 8     |
| 0     | 55 a 59 | 0     |
| 12    | 50 a 54 | 12    |
| 12    | 45 a 49 | 4     |
| 16    | 40 a 44 | 8     |
| 8     | 35 a 39 | 12    |
| 4     | 30 a 34 | 12    |
| 8     | 25 a 29 | 4     |
| 8     | 20 a 24 | 0     |
| 8     | 15 a 19 | 12    |
| 16    | 10 a 14 | 4     |
| 12    | 5 a 9   | 12    |
| 0     | 0 a 4   | 4     |

## Economia
El 2007 la població en edat de treballar era de 165 persones, 123 eren actives i 42 eren inactives. De les 123 persones actives 120 estaven ocupades (65 homes i 55 dones) i 3 estaven aturades (3 dones i 3 dones). De les 42 persones inactives 22 estaven jubilades, 17 estaven estudiant i 3 estaven classificades com a «altres inactius».

### Ingressos
El 2009 a La Heunière hi havia 91 unitats fiscals que integraven 255 persones, la mediana anual d'ingressos fiscals per persona era de 22.567 €.

### Activitats econòmiques
Dels 7 establiments que hi havia el 2007, 1 era d'una empresa de fabricació d'altres productes industrials, 2 d'empreses de construcció, 1 d'una empresa financera, 1 d'una empresa immobiliària, 1 d'una empresa de serveis i 1 d'una entitat de l'administració pública.
Dels 3 establiments de servei als particulars que hi havia el 2009, 1 era un paleta, 1 electricista i 1 agència immobiliària.
L'any 2000 a La Heunière hi havia 8 explotacions agrícoles que ocupaven un total de 475 hectàrees.

## Poblacions més properes
El següent diagrama mostra les poblacions més properes.